# Rob Jetten
Rob Arnoldus Adrianus Jetten (phát âm tiếng Hà Lan: [rɔp ɑrˈnɔldʏs aːdriˈaːnʏs ˈjɛtə(n)]; sinh ngày 25 tháng 3 năm 1987) là một chính khách người Hà Lan thuộc đảng Dân chủ 66 (D66).  Anh từng là lãnh đạo quốc hội của đảng tại Hạ viện.

## Tiểu sử

### Đầu đời và giáo dục
Jetten lớn lên ở Uden, Noord-Brabant và sau đó theo học ngành quản trị công tại Đại học Radboud Nijmegen. Sau một thời gian làm thực tập sinh quản lý tại cơ quan đường sắt Hà Lan ProRail, anh tiếp tục làm việc ở đó với tư cách là nhà tư vấn và là giám đốc cung cấp khu vực cho phía đông bắc Hà Lan.

### Sự nghiệp chính trị
Jetten bắt đầu sự nghiệp chính trị của mình với tư cách là cố vấn chính sách cho phe D66 trong Thượng viện tại Quốc hội và là chủ tịch đảng Dân chủ Trẻ. Ngoài ra, giữa năm 2010 và 2017, anh là thành viên của hội đồng thành phố Nijmegen. Trong cuộc tổng tuyển cử Hà Lan 2017, anh được bầu làm nghị sĩ Hạ viện. Jetten sau đó trở thành người phát ngôn của đảng về khí hậu, năng lượng và khí đốt, đường sắt, đổi mới dân chủ và các vấn đề kinh tế.
Vào ngày 9 tháng 10 năm 2018, Jetten được chọn làm lãnh đạo quốc hội mới của D66 tại Hạ viện, kế nhiệm từ Alexander Pechtold. Điều này không tự động khiến anh trở thành nhà lãnh đạo đảng mới vì nhà lãnh đạo mới cuối cùng đã được chọn trong cuộc bầu cử lãnh đạo đảng Dân chủ 66 năm 2020. Ở tuổi 31, Jetten trở thành nhà lãnh đạo quốc hội trẻ nhất từ trước đến nay của D66. Sau khi đắc cử, Jetten đã phải đối mặt với những lời chỉ trích trên các phương tiện truyền thông Hà Lan vì tuổi đời còn khá trẻ.

## Đời tư
Jetten sống với bạn trai của mình, Sjoerd van Gils, tại Ubbergen, Gelderland.